# 의사당
의사당(議事堂)은 입법부가 있는 건물을 총칭한다. 일반적으로 의사당 내에는 본회의장과 위원회실이 설치된다. 본회의장의 자리 배치는 연단·의장석을 중심으로 하는 방사상의 반원형이 가장 보편적이지만, 영국 연방 국가에서는 여·야당석이 정면에서 서로 마주 보는 배치가 많다. 또한 사회주의 국가에서는, 무대 위의 단상과 의원석이 곧바로 서로 마주 보는 근대 극장형의 자리 배치가 보인다. 석조의 궁전이 많이 남아 있는 유럽에서는 이를 의사당으로서 사용하는 경우가 많다. 한편, 의사당이 새롭게 건설되는 경우에 제2차 세계대전까지는 신고전주의 건축 양식으로 건설하는 경우가 많았다.

## 각국의 의사당

### 아메리카
| 국명   | 의회 명칭 | 건물 명칭                                                          | 위치        | 사진 |
| ------ | --------- | ------------------------------------------------------------------ | ----------- | ---- |
| 미국   | 의회      | 국회의사당 (영어: United States Capitol)                           | 워싱턴 D.C. |      |
| 브라질 | 연방의회  | 국회의사당 (포르투갈어: Congresso Nacional)                        | 브라질리아  |      |
| 캐나다 | 의회      | 팔러먼트 힐 (영어: Parliament Hill 프랑스어: Colline du Parlement) | 오타와      |      |

### 아시아
| 국명 및 의회 명칭      | 의회 명칭        | 건물 명칭                                  | 위치       | 사진 |
| ---------------------- | ---------------- | ------------------------------------------ | ---------- | ---- |
| 대한민국               | 국회             | 국회의사당 (國會議事堂)                    | 서울특별시 |      |
| 조선민주주의인민공화국 | 최고인민회의     | 만수대의사당 (萬壽臺議事堂)                | 평양직할시 |      |
| 방글라데시             | 자티야 상사드    | 자티야 상사드 바반 (Jatiya Sangsad Bhaban) | 다카       |      |
| 싱가포르               | 의회             | 국회의사당 (영어: Parliament House)        | 싱가포르   |      |
| 일본                   | 국회             | 국회의사당 (일본어: 国会議事堂)            | 도쿄시     |      |
| 중화민국               | 입법원           | 입법원 (중국어: 立法院)                    | 타이베이시 |      |
| 중화인민공화국         | 전국인민대표대회 | 인민대회당 (중국어: 人民大会堂)            | 베이징 시  |      |
| 베트남                 | 국회             | 국회의사당 (베트남어: Tòa nhà Quốc hội)    | 하노이     |      |
| 타이                   | 의회             | 국회의사당 (태국어: อาคารรัฐสภาไทย)         | 방콕       |      |
| 홍콩                   | 입법회           | 입법회대루 (중국어: 立法會大樓)            | 홍콩       |      |

### 유럽
| 국명      | 의회 명칭  | 건물 명칭                                            | 위치     | 사진 |
| --------- | ---------- | ---------------------------------------------------- | -------- | ---- |
| 독일      | 연방하원   | 국가의회 의사당 (독일어: Reichstagsgebäude)          | 베를린   |      |
| 독일      | 연방참사원 | 프로이센 귀족원 (독일어: Preußisches Herrenhaus)     | 베를린   |      |
| 러시아    | 국가 두마  | 국회의사당 (러시아어: Здание Государственной Думы)   | 모스크바 |      |
| 영국      | 영국 의회  | 웨스트민스터 궁전 (영어: Palace of Westminster)      | 런던     |      |
| 유럽 연합 | 유럽 의회  | 루이스 바이스 빌딩 (영어: Louise Weiss building)     | 브뤼셀   |      |
| 프랑스    | 하원       | 부르봉 궁전 (프랑스어: Palais Bourbon)               | 파리     |      |
| 프랑스    | 상원       | 뤽상부르 궁전 (프랑스어: Palais du Luxembourg)       | 파리     |      |
| 이탈리아  | 하원       | 몬테치토리오 궁전 (이탈리아어: Palazzo Montecitorio) | 로마     |      |
| 이탈리아  | 상원       | 마다마 궁전 (이탈리아어: Palazzo Madama)             | 로마     |      |

### 오세아니아
| 국명           | 의회 명칭 | 건물 명칭                               | 위치   | 사진 |
| -------------- | --------- | --------------------------------------- | ------ | ---- |
| 오스트레일리아 | 의회      | 의회의사당 (영어: Parliament House)     | 캔버라 |      |
| 뉴질랜드       | 국회      | 국회의사당 (영어: Parliament Buildings) | 웰링턴 |      |